# Alfred Sederberg
Alfred A. Sederberg, född omkring 1830 i Värmland, död 17 juli 1877 i Red Wing, Minnesota, USA, var en svensk-amerikansk målare.
Han gifte sig omkring 1868 med Hilda Amelia Kempe. Det är oklart när Sederberg utvandrade till Amerika. Man vet att de sista 8–9 åren av sitt liv var han bosatt i Red Wing och var delägare i en handelsbutik. Sederberg som studerat målning i Düsseldorf före sin ankomst till Amerika var verksam som landskap- och porträttmålare. Ett flertal av hans porträtt finns bevarade i olika amerikanska samlingar.  